# Marius Bunescu
Marius Bunescu (n. 15 mai 1881, Caracal, județul Romanați, România – d. 31 martie 1971, București, România) a fost un pictor român, organizator al Muzeului Național de Artă, directorul Muzeului Anastase Simu. 
Personalitatea lui Marius Bunescu impresionează prin aportul pe care l-a adus vieții artistice românești, atât în planul creației, ca pictor și grafician, cât și în plan administrativ, ca fondator și director al unor muzee și galerii bucureștene. Își petrece primii 20 de ani din viață fără a avea un contact efectiv cu pictura, fiind autodidact într-o perioadă în care încearcă mai multe meserii, de la contabil la desenator tehnic. Primele lecții de pictură și desen le primește la Constanța, între 1904 și 1906, de la Dimitrie Hârlescu. Acesta îl îndrumă către aprofundarea studiilor în Germania, unde se va înscrie, în 1906, la cursurile Academiei Regale din München, asemenea tuturor celor care reprezentau promisiuni pentru arta românească: Ștefan Luchian, Gheorghe Petrașcu, Theodor Pallady, Iosif Iser, Octav Băncilă, Nicolae Tonitza, Samuel Mützner, Cecilia Cuțescu-Storck, Ipolit Strâmbu și alții. Aici îl cunoaște pe Hermann Groeber, cu care va studia pictura și în atelierul căruia își va desăvârși formația. Asimilează impresionismul în varianta sa germană și îl practică o perioadă, dar se eliberează curând de această influență. Tematica de care se simte cu predilecție atras - peisajul orașului și imaginea solidității acestuia - se află în incompatibilitate cu modul în care atmosfera tratată impresionist se interpune clarității subiectului.
Debutează în 1911, la Salonul Oficial din București, cu cinci lucrări pe care le și vinde, iar prima expoziție personală o deschide în 1919, la librăria Minerva. Un an mai târziu, își începe lunga carieră administrativă, primind conducerea Muzeului Anastase Simu, și mai târziu, după moartea colecționarului, a Casei Memoriale Simu. 
În 1921 Marius Bunescu a participat la înființarea Sindicatului Artelor Frumoase, fiind ales secretar, iar din 1923 până în 1927 a fost președinte al Sindicatului Artelor Frumoase.
Perioada interbelică este cea în care înregistrează cele mai însemnate realizări pe plan artistic și totodată perioada în care are loc atingerea unei etape de maturitate în creație. Are o serie de expoziții personale, primite cu entuziasm de către critica de artă și interes din partea mediului colecționarilor, redactează Catalogul Muzeului Simu în 1937, primește Premiul Național de pictură în 1938, iar în 1940 este laureat cu Meritul Cultural în grad de cavaler clasa I-a. În perioada războiului a fost director al Muzeului Simu și director delegat al Artelor. În anii de după 1947, Bunescu a continuat pe calea începută înainte, fără a-și transforma stilul pentru a se adapta noilor condiții ideologice impuse artei.
Alături de pictură și administrare muzeală, pasiunea ctitorescă a lui Bunescu s-a răsfrânt și în domeniul organizării unui cadru instituțional care să susțină viața artistică, fiind succesiv membru fondator, secretar și președinte al Sindicatului Artelor Frumoase. După 1949, preia conducerea Pinacotecii Naționale a Muzeului de Artă al R.P.R, iar un an mai târziu, se ocupă de amenajarea Galeriei Naționale.

## Decorații
- Ordinul „Coroana României” în gradul de Comandor (7 noiembrie 1941)[6]
- titlul de Artist Emerit al Republicii Populare Romîne (14 mai 1956) „pentru merite deosebite în domeniul creației plastice, [...] cu ocazia împlinirii a 75 ani de viață”[7]
- Ordinul Muncii clasa I (11 decembrie 1956) „pentru merite deosebite și pentru activitatea depusă în domeniul muzeografiei”[8]
- Ordinul „Steaua Republicii Populare Romîne” clasa a IV-a (12 august 1959) „pentru activitate rodnică în dezvoltarea științei și culturii din Republica Populară Romînă”[9]
- titlul de Maestru Emerit al Artei din Republica Populară Romînă (3 iulie 1961) „pentru activitate îndelungată și merite deosebite în creația plastică și în muzeografie, cu prilejul împlinirii a 80 ani de viață”[10]
- titlul de Artist al Poporului din Republica Socialistă România (15 iulie 1966) „pentru activitate îndelungată și merite deosebite în domeniul artelor plastice”[11]
- Ordinul „Meritul Cultural” clasa I (25 decembrie 1967) „pentru merite deosebite în opera de construire a socialismului, cu prilejul celei de-a XX-a aniversări a proclamării Republicii”[12]